# Archéologie du genre

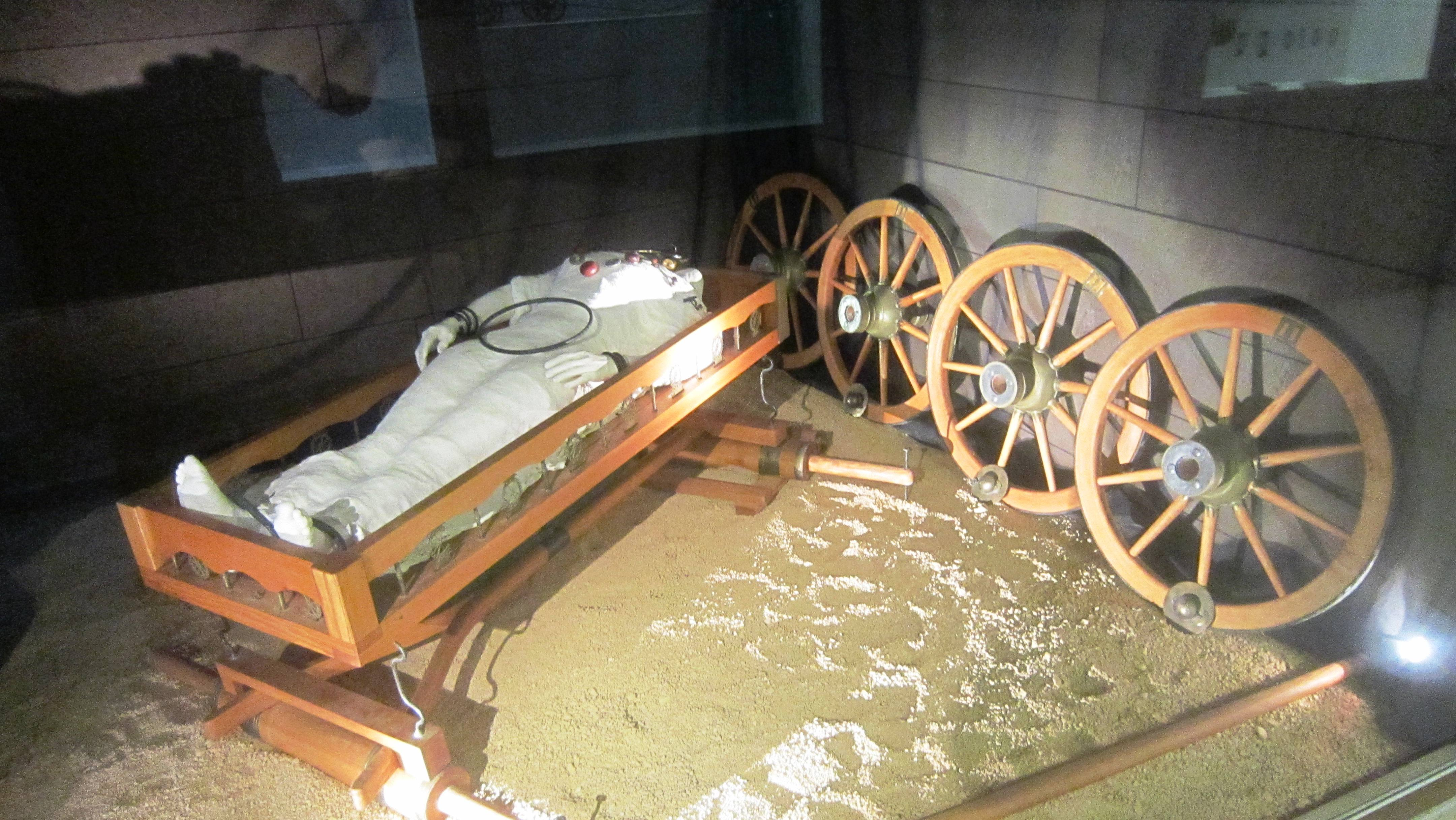
Tombe de la princesse de Vix, cas emblématique étudié par l'archéologie du genre.

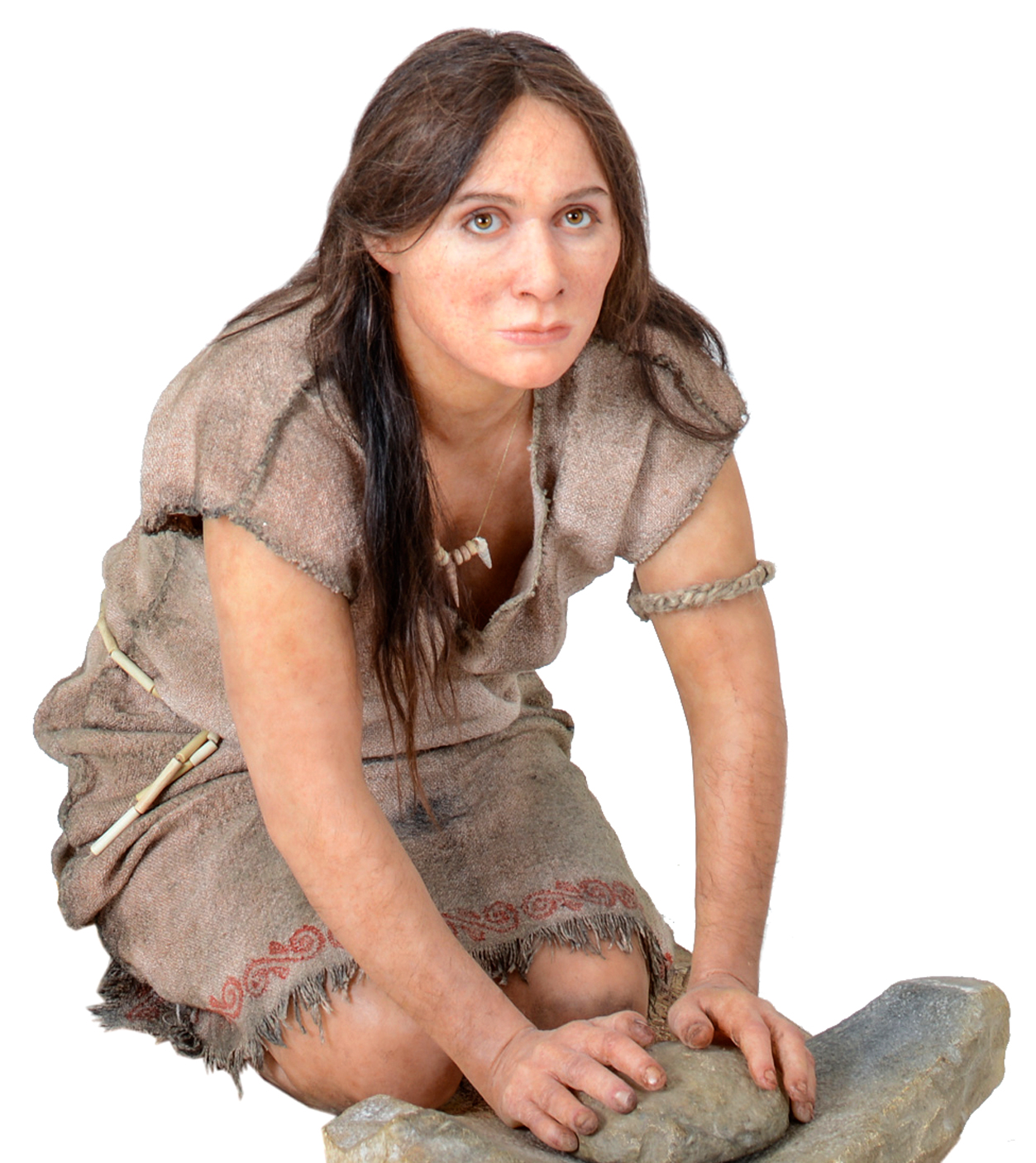
Reconstruction d'une femme du néolithique effectuant une tâche spécifique de mouture (à l'aide d'une meule dormante et d'une molette) qui s'avère en conformité avec les constantes universellement connues de la division sexuelle du travail.

L'archéologie du genre (Gender archaeology) est une méthode d'étude des sociétés du passé qui examine, par le biais de leur culture matérielle, la construction sociale des identités genrées et des relations humaines entre les sexes. Elle s'inscrit dans le champ disciplinaire plus vaste de l'anthropologie féministe.

## Histoire
Dans le prolongement des mouvements féministes dits de la 2e vague, l'archéologie du genre se développe au début des années 1980 au sein de la communauté archéologique anglophone. Margaret Conkey et Janet D. Spector (1984) sont considérées comme les premières dans le monde anglophone à appliquer les approches, idées et théories féministes à la théorie et la pratique archéologiques,. Cependant, dans les pays scandinaves, et plus précisément la Norvège, des archéologues telles que Liv Helga Dommasnes avaient déjà commencé au début des années 1970 à étudier les relations entre les sexes à la fois au sein de la (pré)histoire et de la profession elle-même. Cela aboutit alors en 1979 à la mise en place d'une table ronde intitulée « Were they all men ? » organisé par la Norwegian Archaeological Association et à la création d'un journal pour les études féministes et de genre en archéologie « K. A. N. Kvinner je Arkeologi i Norge » [trad. Les femmes dans l'archéologie en Norvège] qui a publié des articles à partir de 1985 jusqu'en 2005,.

## Critique
Certains archéologues critiquent ouvertement l'archéologie du genre. L'un d'eux est Paul Bahn qui, en 1992, publie un communiqué déclarant que :

« La dernière épidémie — qui a une grande ressemblance avec les bons vieux jours de la Archéologie processuelle (au départ une raquette pour les garçons) — est l'archéologie du genre, qui est en fait une archéologie féministe (une nouvelle raquette pour les filles). Oui, les gens, nos sœurs ont pris les choses en mains… Pas un mois ne se passe sans une autre conférence sur « l'archéologie du genre », qui se tiendra quelque part, avec une foule de femmes archéologues (plus quelques courageux ou des hommes à la mode qui aspirent au politiquement correct). Certains de ses objectifs sont louables, mais le train ne devrait pas être autorisé à rouler trop loin, comme ce fut le cas pour la nouvelle archéologie, avant que le manque de vêtements des impératrices ne soit souligné par d'allègres cyniques. »

## Segmentation sociale ou hiérarchie?
Selon l'archéologue Anne Augereau, « bien documentée en anthropologie sociale, en sociologie, en histoire, la question des inégalités hommes/femmes reste un sujet complexe en archéologie. Nos témoins ne sont que matériels et si des différences existent, il est toujours loisible de penser qu'elles sont le fruit du hasard, de la conservation inégale des vestiges ou d'un libre choix des individus ». Au Néolithique moyen, l'augmentation de la population entraîne des tensions sur une ou plusieurs ressources matérielles (ressources alimentaires, matières premières, accès aux lieux, aux abris, outils et instruments…), cognitives (accès aux apprentissages, rituels de passage) ou spirituelles (attitudes face à la mort, traitement des morts et accès aux lieux consacrés, etc.), et un accès différentiel des diverses catégories sociales à ces ressources. Ces différences d'accès traduisent la mise en place de sociétés patriarcales dans lesquelles l'asymétrie des genres serait devenue importante et les inégalités se seraient creusées. Le développement d'activités spécialisées aurait entraîné une segmentation sociale par profession (avec une division sexuelle du travail amorcée au Paléolithique et qui aurait favorisé les différences et inégalités de genre) et une plus ou moins grande hiérarchisation selon les régions et les tensions sur les ressources.
Un premier élément de segmentation sexuelle et sociale repose sur une plus grande abondance des biens funéraires chez les hommes. En outre, l'équipement mortuaire féminin est moins spécifique (vêture et parure féminine — colliers, bracelets, ceintures, plastrons, bandeaux de tête, vêtements brodés — existent aussi chez les hommes alors que chez ces derniers, le mobilier funéraire — parures en dents, andouiller en bois de cerf, flèches, herminette et autres haches polies — renvoie à des sphères d'activité masculines plus spécifiques : chasse, guerre, travail du silex, du bois).
Un deuxième élément est l'accentuation du dimorphisme sexuel au Néolithique. Selon le mécanisme de la sélection sexuelle, le choix des femmes se  portant sur les hommes les plus forts et les plus vigoureux, aurait conduit ces derniers à prendre le pouvoir. Les ossements de cette époque témoignent de violences subies davantage par les femmes : « alimentation moins riche, pathologies liées à l'anémie, mort prématurée souvent en rapport avec la grossesse et l'accouchement ». Les sociétés des chasseurs-cueilleurs du Paléolithique semblent plus égalitaires que les sociétés sédentaires du Néolithique, ce qui n'exclut pas des formes de hiérarchie et de violence réelle ou structurelle au Paléolithique. « Il faudrait donc interpréter la gracilité et la petite taille des femmes ainsi acquise, non comme justifiant la « supériorité naturelle » des mâles, mais comme un trait culturel, conséquence de la malnutrition et des mauvais traitements que les femmes ont endurés, autant que d’une sélection sexuelle par les hommes de femmes plus graciles qu’eux, pour des raisons psychosociologiques (besoin de domination de la part des hommes, de protection de la part des femmes) ».